# Якоб Нилсен
Якоб Нилсен е един от най-известните специалисти в областта на ползваемостта.

## Биография
Роден е на 5 октомври 1957 г. в Копенхаген. Завършил е Датския технически университет, има докторска степен по компютърни науки (специализация: дизайн на потребителския интерфейс). До 1998 г. Джейкъб Нилсен работи като водещ инженер в Sun Microsystems, специалист по уеб-ползваемост. Работил е и за Bellcore и IBM. През 1998 г., заедно с интерфейсния специалист Доналд Норман, той основава консултантската компания Nielsen Norman Group.
Якоб Нилсен е основател и главен изпълнителен директор на Nielsen Norman Group, който създава с Доналд Норман, бивш вицепрезидент на Apple Computer. До 1998 г. Джейкъб Нилсен работи като водещ инженер в Sun Microsystems, специалист по уеб ползваемост.
1. ↑  pub.orcid.org //   Посетен на 10 ноември 2023 г.